# 矛盾

這幅圖解顯示了亞里士多德邏輯中，對立四邊形內不同直言命題之間存在的矛盾關聯。

在傳統邏輯學中，如果一個命題與自身或既定事實相衝突，則稱之為矛盾（又稱恆假）。這種情況經常用來發現人們的不誠實信念或偏見。亞里士多德提出的無矛盾律，進一步說明了應用邏輯的普遍原則，即一件事物不可能在同一時間對於相同的對象同時為是與非。
在當代的形式邏輯和類型論領域，「矛盾」一詞專指某個特定的命題，通常使用偽符號（{\displaystyle \bot }）來表示。根據邏輯規則，如果一個命題能導出「假」，則該命題被視為矛盾，亦即它是一個永遠不成立的命題（也就是說，自我矛盾的論述）。這個概念可以延伸應用到一系列的論述上，這時可以說這一系列論述中「包含有」矛盾。

## 词源
汉语辞源出自《韩非子》中《难一》所述故事：
|  | 楚人有鬻盾与矛者，誉之曰：“吾盾之坚，物莫能陷之。”以誉其矛曰：“吾矛之利，于物无不陷也。”或曰：“以子之矛陷子之盾，何如？”其人弗能应也。夫不可陷之盾与无不陷之矛，不可同世而立。 |

白話文大意為：有一位賣盾牌和賣矛的楚國人，他讚譽自己賣的盾牌說：“我的盾牌堅固無比，任何物件都無法刺穿它。”又誇讚自己賣的矛說：“我的矛鋒利無比，於任何物件都可以刺穿。”有人問他說：“用你的矛来試著刺你的盾，將會如何？”其人一句話都無法回應。不能被刺穿的盾牌和能刺穿一切的矛，是不可以同时存在。
日本明治时代哲学家井上哲次郎首次翻譯西文中的“contradiction”为“矛盾”。

## 邏輯學上的矛盾
逻辑学上，矛盾、自相矛盾或牴觸（contradiction）被更加特殊化的定义为同时断言一个命題和它的否定。这个想法基于亚里士多德的无矛盾律，它声称「你不能同时声称某事物在同一方面既是又不是」。
當我們說命題S與P矛盾時，意思是二者相當於A和非A的關係，也就是S與P不能同時為真、亦不能同時為假。
舉例來說：「所有學生都用功」和「有些學生不用功」就是在邏輯上矛盾；另一個例子是「死刑已被廢除，嚴格禁止包括謀殺在內的任何罪行使用死刑；但為了受害者著想及平衡各方意見，若謀殺受害者家屬強烈主張兇手必須以死謝罪，政府有義務協助受害者家屬以最快的速度讓罪犯接受死亡」，在其中「死刑已被廢除」代表的就是「這個國家沒有死刑」，而「若謀殺受害者家屬強烈主張兇手必須以死謝罪，政府有義務協助受害者家屬以最快的速度讓罪犯接受死亡」則指向「這個國家有死刑」這點，顯然一個國家或地區不可能同時有死刑又沒有死刑，此種法律是自相矛盾。
習慣上說的矛盾其實是指邏輯學上的不一致，矛盾必然不一致，然而不一致不必然矛盾。

## 利用矛盾的证明
在演绎逻辑和数学中，矛盾通常作为有什么东西错误了的迹象，你需要折回你的推理的步骤并"检查你的前提"。这在数学中的反证法中发挥了巨大的作用：因为矛盾永远不能为真，所以它永远不能是有着全部为真的前提的有效论证的结论。要构造一个利用矛盾的证明，你需要从一组前提构造一个有效的论证，得出是逻辑矛盾的一个结论。因为结论为假，并且论证是有效的，唯一的可能性是一个或多个前提为假。在很多关键的数学证明中使用了这种方法，比如欧几里得对没有最大素数的证明，和康托尔对在0和1之间有不可数個实数的对角线证明。

## 涉及矛盾的悖论
矛盾同许多有名的悖论有关。其中之一是在一阶谓词演算中从矛盾中可以推导出任何命题（也叫陈述）。换句话说，依据谓词演算，不管P和Q意味着什么，如果P和¬P都为真的，则Q为真。在这个事实的表达中，矛盾被称为在一阶逻辑中的"逻辑爆炸"。
例如，下列论证是严格有效，就是说前提在逻辑上蕴涵结论：
1. 前提: 5既是偶数又是奇数。（就是在上述公式中的P ∧ ¬P）。
2. 结论：神存在。（就是Q）。

下面的论证也是有效的：
1. 前提: 5既是偶数又是奇数。（就是P ∧ ¬P）。
2. 结论：神不存在。（就是¬Q）。

注意这两个论证共有的前提是错误的；5是奇数而不是偶数。所以此等论证都不是可靠，这意味着它们都没有为信赖它的结论给出一个逻辑基础。
可能大多数人认为这是怪异的，如果5既是偶数又是奇数，就能够在逻辑上得出明显的不相关的任何事情比如 神的存在性的结论。更加怪异的是，这个悖论还蕴涵了，如果一个人有是矛盾的任何两个信仰，则这个人在逻辑上证实任何可想像到的信仰。

### 这个悖论的证明
即使谓词演算的基本规则对于好的推理方式都是可靠的，它们在一起就会蕴涵这个悖论。有两个方法证明它。
第一个方法来自合取和蕴涵的真值表定义：
1. (P ∧ ¬P)为假。
2. 所以，(P ∧ ¬P) → Q为空虚真理。

第二个方法基于真值表的在美学上的缺陷：
1. 假设P ∧ ¬P。基于这个假定我们可以推导出：
  1. P（合取除去）
  2. ¬P（合取除去）
  3. 假设¬Q。基于这个假定我们可以推导出：
    1. P (前面的结果)

  4. 所以¬Q → P（条件证明）
  5. ¬P → Q（前面一行的逆反命题）
  6. Q（肯定前件）
2. 所以 (P ∧ ¬P) → Q（条件证明）